# Criehaven (Maine)
Criehaven es un territorio no organizado ubicado en el condado de Knox en el estado estadounidense de Maine. En el Censo de 2010 tenía una población de 1 habitante y una densidad poblacional de 0,01 personas por km².

## Geografía
Criehaven se encuentra ubicado en las coordenadas 43°49′4″N 68°52′45″O / 43.81778, -68.87917. Según la Oficina del Censo de los Estados Unidos, Criehaven tiene una superficie total de 122.6 km², de la cual 1.37 km² corresponden a tierra firme y (98.88%) 121.23 km² es agua.

## Demografía
Según el censo de 2010, había 1 personas residiendo en Criehaven. La densidad de población era de 0,01 hab./km². De los 1 habitantes, Criehaven estaba compuesto por el 0% blancos, el 0% eran afroamericanos, el 0% eran amerindios, el 0% eran asiáticos, el 0% eran isleños del Pacífico, el 0% eran de otras razas y el 100% pertenecían a dos o más razas. Del total de la población el 0% eran hispanos o latinos de cualquier raza.